# Tallriksmodellen

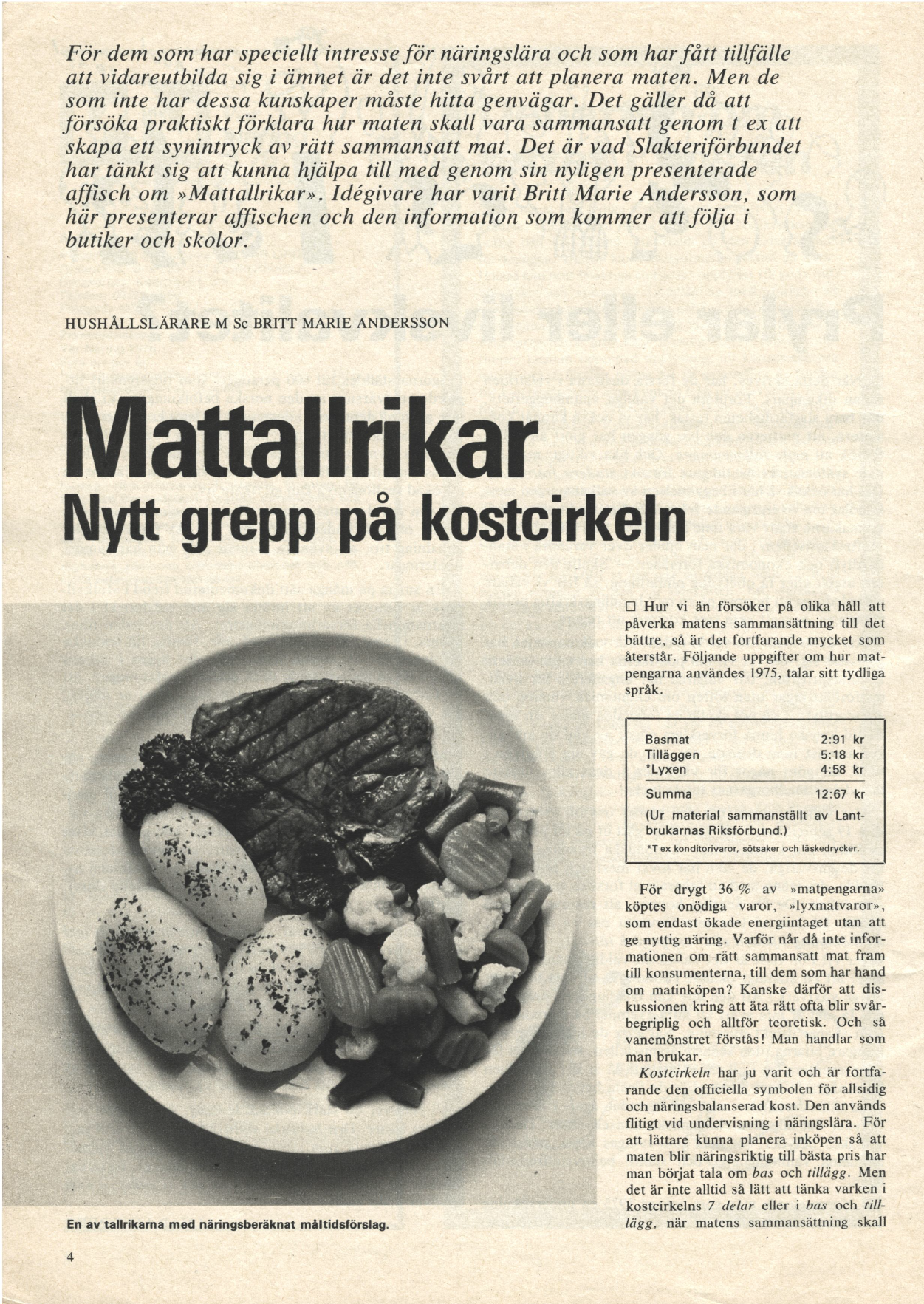
En artikel som introducerar tallriksmodellen, då kallad mattallrik, i Vår Näring 1976.

Tallriksmodellen är en modell för näringslära i Sverige, skapad för att underlätta proportionerna mellan matgrupper i en måltid. Idén kom från nutritionisten Britt-Marie Andersson och publicerades första gången i tidningen Vår näring 1976.

## Uppkomst
Britt-Marie Anderssons syfte med tallriksmodellen var att skapa en symbol som praktiskt kunde lära ut vad som menas med bra sammansatt mat. Tallriksmodellen åskådliggjorde hur maten kunde se ut på tallriken och var därmed mer konsumentorienterad än exempelvis kostcirkeln. Vid matinköp kunde konsumenten visualisera tallriken och dess tre delar och tanken var att det skulle leda till bättre inköp, även under stress, och följaktligen ge bättre matvanor.  
Tallriksmodellen kombinerade i sitt budskap både Livsmedelsverkets sjudelade kostcirkel och matpyramiden. Tallriksmodellen blev med tiden så populär bland dietister och kostinformatörer att Livsmedelsverket valde att acceptera den som Sveriges officiella symbol för hur man kombinerar en bra måltid. På Livsmedelsverkets hemsida finns kostcirkeln kvar, men år 1991 omdöpt till matcirkeln. 

## Tallriksmodellens beståndsdelar
Tallriksmodellen består av tre delar:
- Kolhydrater: Kolhydrater är en gemensam nämnare för fibrer, stärkelse och olika sockerarter (endast stärkelse och sockerarter i det här sammanhanget). Kolhydrater är det som ger oss snabbast och mest energi av de olika delarna. Kolhydrater finns bland annat i potatis, pasta, bröd och ris.
- Protein: Proteiner är uppbyggda av aminosyror, dessa syror är nödvändiga för kroppens funktion och uppbyggnad av celler. Flera av syrorna kan inte skapas i kroppen utan man måste få i sig dem genom födan. Till gruppen protein tillhör de animaliska produkterna; mjölk, fisk och ägg och de vegetabiliska; bönor, ärtor och spannmål. Dessa livsmedel innehåller även mycket mineraler som är ämnen som kroppen behöver såsom järn, kalcium och jod. Dessa ämnen är de som kroppen är uppbyggd av och behöver för att fungera.[4]
- Fibrer: Fibrer är en slags kolhydrater som inte kan brytas ner i kroppen och ger därför inte mycket energi. Fibrer behövs i kroppen för att våra tarmar ska fungera normalt och ger även större mättnadskänsla. Fiberrik mat, som ofta har låg fetthalt, hjälper även till att reducera blodfettsnivåerna. Livsmedel som innehåller mycket fibrer är grönsaker, rotfrukter, frukter och bär.[5] Dessa livsmedel innehåller även mycket vitaminer. Vitaminer är en grupp av ämnen som kroppen behöver, även här är vissa av dem essentiella och därför måste vi få i oss dem genom födan regelbundet.[6]

Den vanliga tallriksmodellen består av lika mycket "kolhydrater" som "vitaminer/fibrer" och en mindre del "protein". Kolhydratsdelen och fiberdelen ska vara cirka 40 procent vardera och proteinet ska vara cirka 20 procent. Tallriksmodellen behöver inte alltid vara formad på det sättet utan påverkas av energibehovet. De som rör på sig mycket och förbränner mycket energi har ett behov av mer energi än andra. Då minskar man delen vitaminer/fiber och ökar andelen kolhydrater eftersom kolhydrater är den bästa källan till energi. De som vill gå ner i vikt eller förbränner väldigt lite energi varje dag ska istället minska kolhydratsintaget och öka andelen vitaminer/fiber. Proteinintaget ska fortfarande vara lika stort. Den “vanliga" tallriksmodellen är till för dem som vill behålla vikten och som rör på sig normalt. Om man förbränner mycket energi kommer man att gå ner i vikt av denna modell och om man förbränner lite kommer man att gå upp i vikt. Tallriksmodellen passar dock inte alla, småbarn bör inte äta så mycket som 40 procent fiber varje måltid eftersom de behöver mycket energi i samband med deras kroppsutveckling och bör därför äta mycket större del kolhydrater.
För vuxna blev det däremot alltmer tydligt att energidelen var för stor och behövde minskas då viktökning var ett faktum hos alltför många stillasittande svenskar. Britt-Marie Andersson, då med efternamnet Dahlin, kontaktade SLV år 2013 och ville ha en minskad energidel mot en ökad grönsaksdel. SLV ersatte den ursprungliga modellen med två modeller, en för dem som rör på sig enligt rekommendationerna (ursprungliga modellen) och en annan för dem som har behov av mindre energi. 